# ニセ十字

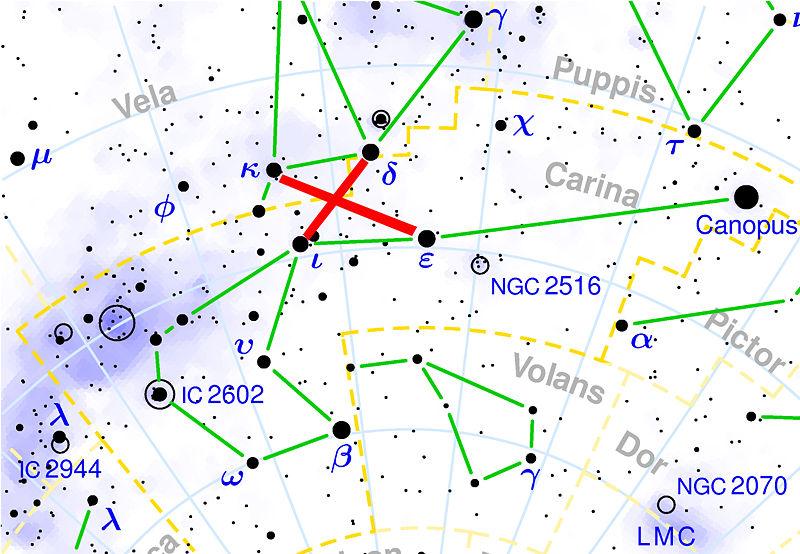
赤色の線がニセ十字。ほ座κ星とりゅうこつ座ε星を結んだ線が十字の縦線。ほ座δ星とりゅうこつ座ι星を結んだ線が十字の横線になる。

ニセ十字（ニセじゅうじ、False Cross）とは、南半球で観られる十字型の星の配列。
ニセ十字は、
- ほ座δ星
- ほ座κ星
- りゅうこつ座ι星
- りゅうこつ座ε星

を結んで描かれるもので、正式な星座ではない。
一般に十字型の星の配列としてはみなみじゅうじ座（南十字星）が有名だが、こちらは1等星が2個、2等星が1個、3等星が1個と個々の明るさがバラバラなのに対して、ニセ十字は全て2等星と明るさが揃っている上に大きさ自体がみなみじゅうじ座より大きいこともあって、特に初見の者はこちらをみなみじゅうじ座と勘違いすることが多い。実際のみなみじゅうじ座は、すぐ近くに目印となる2つの1等星（ケンタウルス座α星・ケンタウルス座β星）が並んでいるため、これを見つけることで判別できる。
17世紀前半に南方へ往来した天竺徳兵衛が89歳のとき著したという『天竺徳兵衛物語』には、アマカハ（マカオ）について「此処南の方に大くるすと申星出候、此迄は日本の北斗の星を見立、時計を以て方向を伺い走り申候、此処より大くるす、小くるすと申二星を考へ走り申候云々」とある。新村出は「大くるす」をニセ十字、「小くるす」を南十字星かと解しており、日本でニセ十字について記された稀有な古文献と見られる。